# Смітфілд Тауншип (округ Гантінгдон, Пенсільванія)
Смітфілд Тауншип (англ. Smithfield Township) — селище (англ. township) в США, в окрузі Гантінгдон штату Пенсільванія. Населення — 4618 осіб (2020).

## Демографія
Згідно з переписом 2010 року, у селищі мешкало 4390 осіб у 580 домогосподарствах у складі 335 родин. Було 644 помешкання
Расовий склад населення:
| - 48,5 % — білих - 43,2 % — чорних або афроамериканців - 0,4 % — азіатів - 7,8 % — осіб інших рас |

До двох чи більше рас належало 0,1 %. Частка іспаномовних становила 8,0 % від усіх жителів.
За віковим діапазоном населення розподілялося таким чином: 5,1 % — особи молодші 18 років, 87,8 % — особи у віці 18—64 років, 7,1 % — особи у віці 65 років та старші. Медіана віку мешканця становила 37,8 року. На 100 осіб жіночої статі у селищі припадало 581,7 чоловіків;  на 100 жінок у віці від 18 років та старших — 679,8 чоловіків також старших 18 років.
Середній дохід на одне домашнє господарство  становив 39 747 доларів США (медіана — 31 726), а середній дохід на одну сім'ю — 50 190 доларів (медіана — 45 667). Медіана доходів становила 24 205 доларів для чоловіків та 29 000 доларів для жінок. За межею бідності перебувало 12,9 % осіб, у тому числі 25,7 % дітей у віці до 18 років та 7,4 % осіб у віці 65 років та старших.
Цивільне працевлаштоване населення становило 394 особи. Основні галузі зайнятості: освіта, охорона здоров'я та соціальна допомога — 36,3 %, роздрібна торгівля — 14,2 %, виробництво — 10,9 %, будівництво — 8,6 %.